# Andrea Bowen
Andrea Bowen (Columbus, Ohio, 4. ožujka 1990.) je američka glumica. Najpoznatija je po ulozi Julie Mayer u TV seriji Kućanice.